# Park stanowy Año Nuevo
Park Stanowy Año Nuevo (ang. Año Nuevo State Park) – park stanowy w amerykańskim stanie Kalifornia. Leży około 80 km na południe od miasta San Francisco na terenie hrabstwa San Mateo. Teren parku obejmuje przybrzeżną skalistą wysepkę Año Nuevo oraz kilkanaście kilometrów kwadratowych wybrzeża. Park jest znany przede wszystkim z licznie występujących w nim morskich ssaków z należących do nadrodziny płetwonogich słonia morskiego i uchatki kalifornijskiej, a także z należącej do łasicowatych wydry morskiej.
Oprócz pasa wybrzeża klifowego i wydm nadmorskich teren parku obejmuje także przybrzeżny las pierwotny, lasy łęgowe ze stanowiskami olszy czerwonej i Pinus attenuata oraz mokradła. 

## Historia
W przeszłości teren na którym obecnie znajduje się park zamieszkiwali Indianie ze szczepu Ohlone jednak po wybudowaniu Misji Santa Cruz w 1791 roku zostali zdziesiątkowani przez epidemie przywleczone przez Hiszpanów. Liczne ssaki morskie zamieszkujące wybrzeże zostały pod koniec XIX wieku zdziesiątkowane przez myśliwych, jednak po wprowadzeniu ograniczeń w XX wieku zaczęły się wolno odbudowywać a teren przekształcono w rezerwat (Año Nuevo State Natural Reserve). Rezerwat w 2008 roku uzyskał status Parku Stanowego. Nazwa miejscu została nadana przez hiszpańskiego odkrywcę Sebastiana Vizcaino który przepływał w tym rejonie na początku roku 1603 (Año Nuevo – hiszp. Nowy Rok).

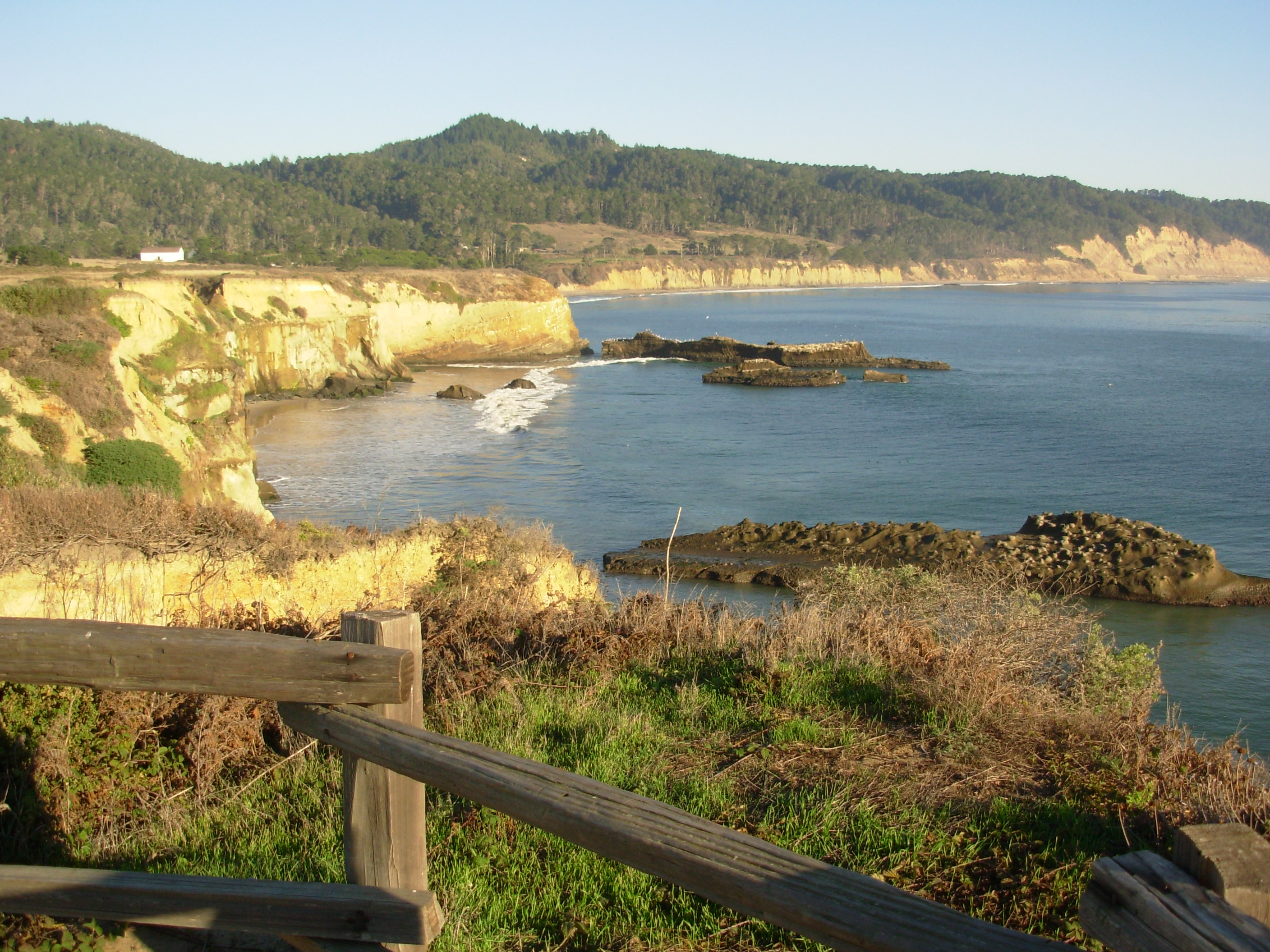
Widok na wybrzeże w obrębie parku.
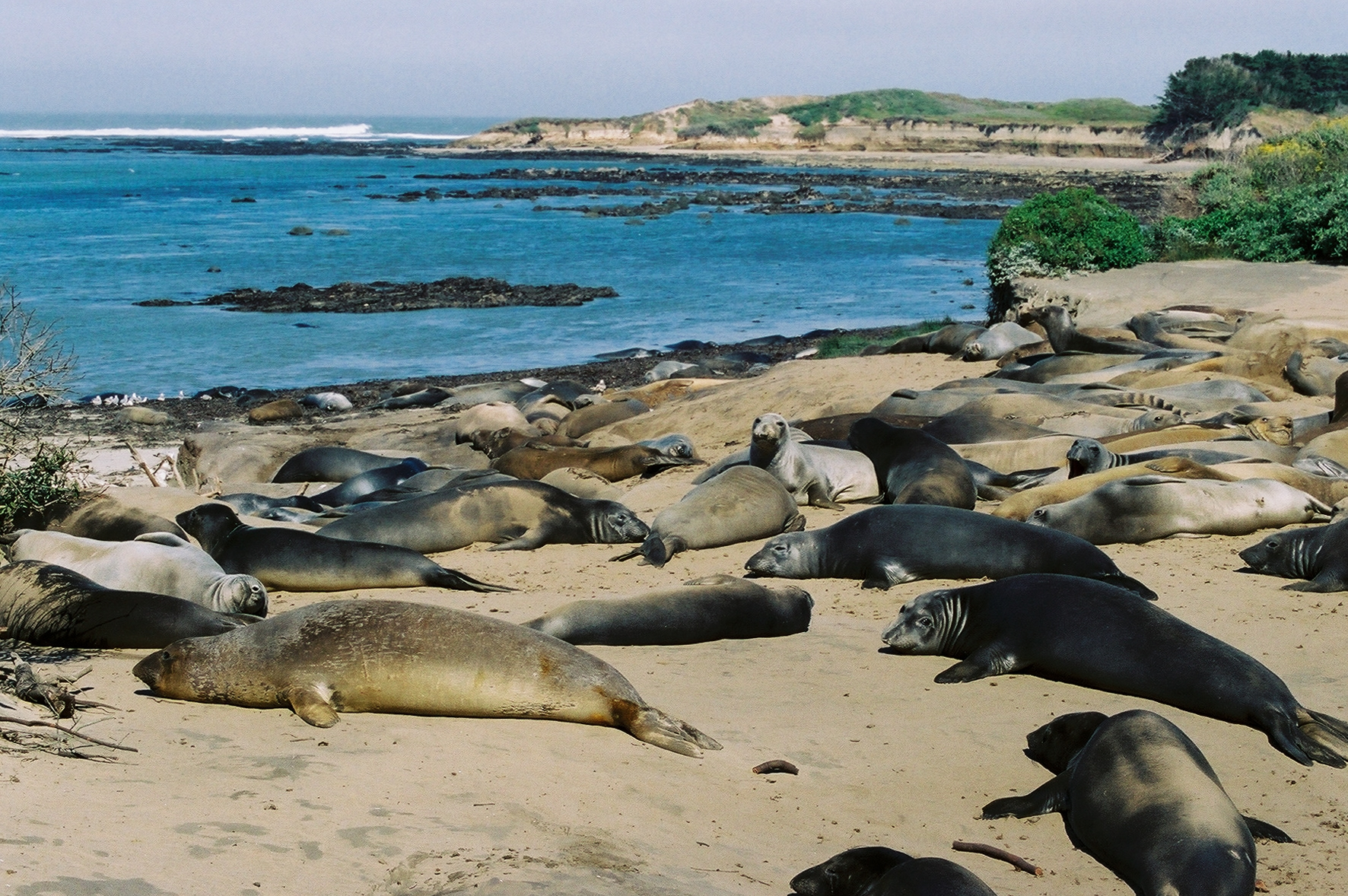
Słonie morskie na plaży w Parku.
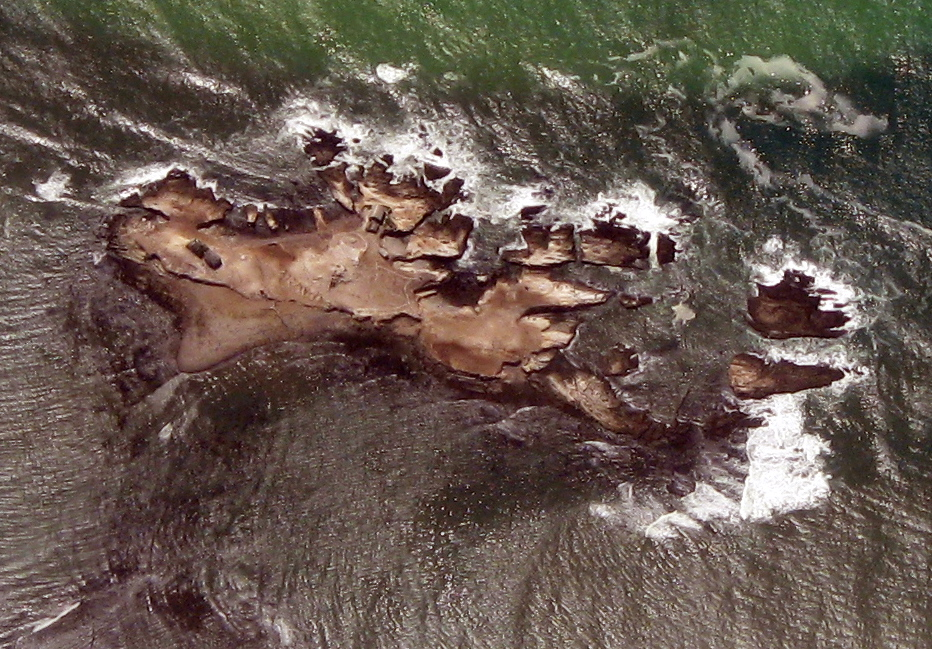
Skalista wysepka Año Nuevo.
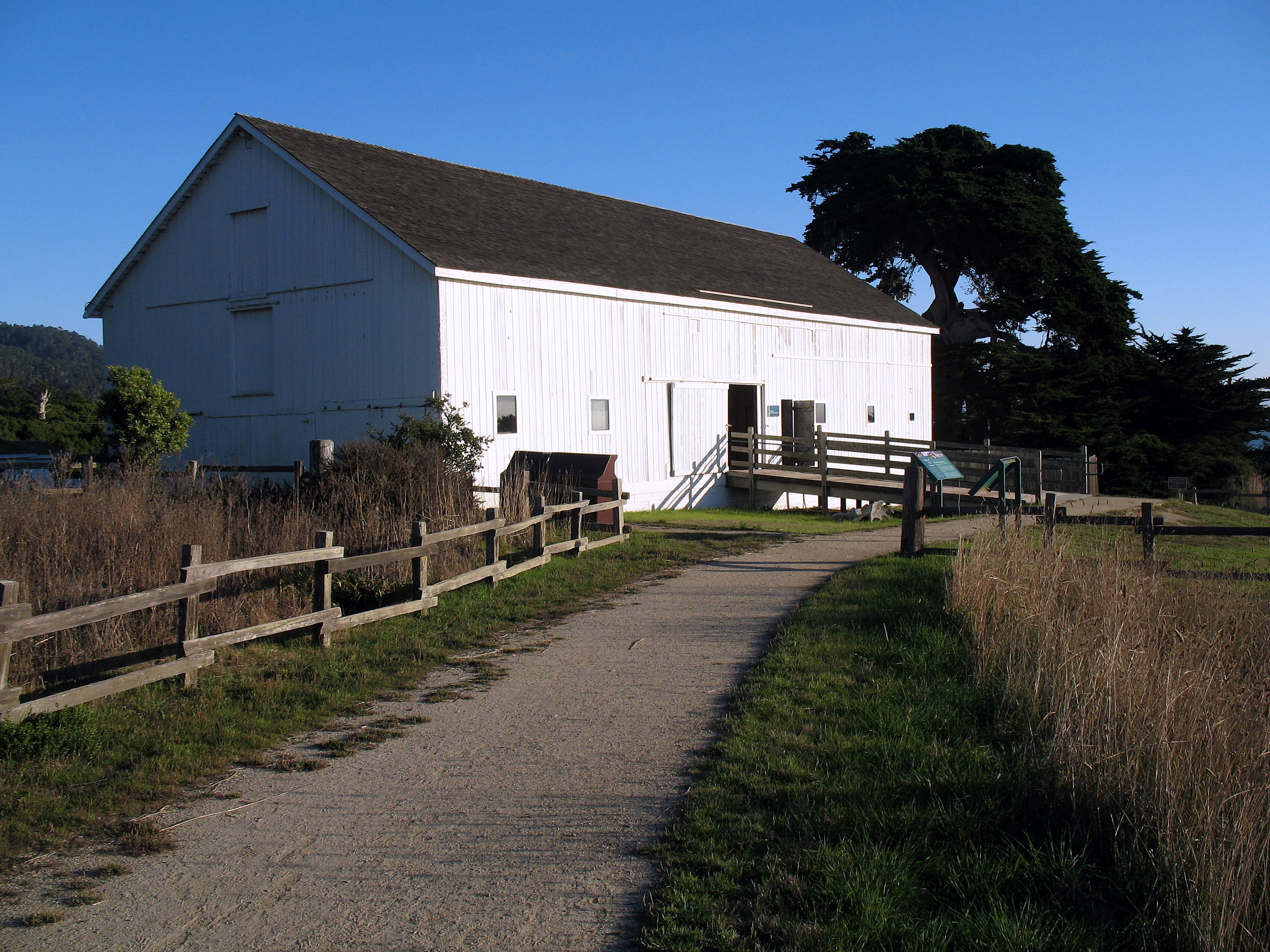
Zabytkowa stodoła Dickemana w parku Año Nuevo.